# Niquelotharmeyerita
La niquelotharmeyerita es un mineral, arseniato hidratado de calcio y níquel. Fue descrito como especie mineral a partir de ejemplares encontrados en las escombreras del pozo Pucher,  Wolfgangmassen, Neustädtel, en los Montes Metálicos, Sajonia (Alemania), que es consecuentemente la localidad tipo. El nombre se debe a que es el equivalente de la lotharmeyerita, con níquel en lugar de zinc. Aunque fue aprobada como una nueva especie por la IMA en 1999, su publicación se retrasó hasta 2001.

## Propiedades físicas y químicas
La niquelotharmeyerita se encuentra en forma de microcristales tabulares, como producto de la oxidación de arseniuros de níquel y cobalto.  Suele contener, además de los elementos de la fórmula, cantidades significativas de hierro y de cobalto substituyendo al níquel. También suele contener fosfato y bismuto. Es soluble en ácidos. Forma parte del grupo de la tsumcorita.

## Yacimientos
La niquelotharmeyerita es un mineral muy raro, conocido en unas pocas localidades en el mundo, en las que aparece además en cantidades muy pequeñas. Además de en la localidad tipo, en la que está asociada a mawbyita, cobaltlotharmeyerita y arseniosiderita, se han encontrado ejemplares significativos en las escombreras de la mina Km-3 mine, en Laurion (Grecia) y en la mina de Aït Ahmane,  Tansifte Caïdat,  Zagora  (Marruecos). En España, aparece asociada a preisingerita en la mina Mari Juana, Azuel (Córdoba).